# Zmožnost planetarnega okolja
Zmožnost planetarnega okolja (angleško Environmental space) predstavlja celotno globalno količino energije, neobnovljivih virov, obdelovalne zemlje, gozdov, vode in drugih virov, ki jih lahko uporabljamo, izkoriščamo in pravično delimo, ne da bi povzročili nepovratno škodo okolju in ne da bi oropali bodoče generacije za vire, ki jih bodo v prihodnosti potrebovali.